# The New Statesman (série télévisée)
Pour les articles homonymes, voir The New Statesman.
The New Statesman est une série télévisée britannique en 26 épisodes de 26 minutes, créée par Laurence Marks et Maurice Gran et diffusée entre le 13 septembre 1987 et le 26 décembre 1992 sur le réseau ITV1.
En France, la série a été diffusée entre le 29 novembre et le 31 décembre 1993 sur Arte.

## Synopsis
Alan B'Stard (« Bastard », accentué sur la première syllabe, signifie « salaud » en anglais) est un jeune conservateur membre du Parlement britannique dont la soif de pouvoir et de richesse est insatiable. N'ayant absolument aucune morale, il est prêt à tout pour parvenir à ses fins.
Cette série grinçante, qui connut un succès considérable en Grande-Bretagne, est une critique très acide de la politique thatchérienne.

## Distribution
- Rik Mayall : Alan B'Stard
- Michael Troughton (en) : Piers Fletcher-Dervish
- Marsha Fitzalan (en) : Sarah B'Stard
- Terence Alexander : Sir Greville McDonald (1991-1992)
- Rowena Cooper (en) : Norma/Norman Bormann
- John Nettleton : Sir Stephen Ba
- Peter Sallis : Sidney Bliss
- John Woodvine (en)
- Benjamin Whitrow
- Michael McShane
- Tamsin Heatley
- Hugh Laurie
- Stephen Fry

## Épisodes

### Première saison (1987)
1. Le Bonheur est un flingue encore chaud (Happiness is a Warm Gun, d'après le titre d'une chanson des Beatles)
2. Passeport pour la liberté (Passport to Freedom)
3. Le Sexe est un péché (Sex is Wrong)
4. Rien ne se perd, rien ne se crée (Waste Not Want Not)
5. Les Amis de Saint-James (Friends of St. James)
6. Convocation impérative chez Mme Selway (Three Line Whipping)
7. La Brebis galloise (Baa Baa Black Sheep)

### Deuxième saison (1989)
1. Fatale extraction (Fatal Extraction)
2. En direct de Westminster (Live from Westminster)
3. La Conspiration (A Wapping Conspiracy)
4. Le Bunker de Haltemprice (The Haltemprice Bunker)
5. Californie, me voilà ! (California Here I Come)
6. Que le meilleur gagne (May the Best Man Win)
7. Le Roi Piers (Piers of the Realm)

### Troisième saison (1991)
1. Profession de foi (Labour of Love)
2. La Partie est finie (The Party's Over)
3. Les Sniffeurs de cake (Let Them Sniff Cake)
4. Le Garde-maman (Keeping Mum)
5. Sélection naturelle (Natural Selection)
6. Bien mal acquis profite toujours (Profit of Boom)

### Quatrième saison (1992)
1. Mémoires d'outre-tombe (Back from the Mort)
2. H.A.S.H (H*A*S*H)
3. Le Polyglotte (Speaking in Tongues)
4. Heil et merci bien ! (Heil and Farewell)
5. Un plouf du tonnerre (A Bigger Splash)
6. L'Irrésistible Ascension d'Alan B'Stard (The Irresistible Rise of Alan B'Stard)

## Téléfilms
- 1988 : The New Statesman at Number 10
- 1990 : Qui a tiré sur Alan B'Stard ? (Who Shot Alan B'Stard?)
- 1994 : A. B'Stard Exposed